# 五十嵐貴章
五十嵐 貴章（いがらし たかあき、1977年9月21日 - ）は、東京都出身の元プロ野球選手（投手）。

## 来歴・人物
国士舘高では、2年秋に都大会ベスト4、3年春は準決勝で先発するが延長の末に敗退。1学年上に筒井正也がいた。関東学園大学へ進学。1年秋から最多勝の活躍をして大学選手権にも出場してリーグ通算22勝。4年春は6勝で優勝に貢献、最高殊勲選手、ベストナインを受賞。日米大学野球では水戸開催（関甲新学生）の地域代表選手として登板した。JR東日本（JR東日本硬式野球部）を経て、2001年のドラフト会議にてヤクルトスワローズから7巡目で指名を受け入団。
2004年、一軍での登板がないまま、シーズン終了後に球団から戦力外通告を受ける。
2005年、アメリカ独立リーグ（ゴールデンベースボールリーグ）のジャパン・サムライ・ベアーズに入団するも、2006年に同チームの解散に伴い、社会人野球の京都ファイアーバーズに入団。
現在は、スワローズの親会社ヤクルト本社で営業職を務めている。

## 詳細情報

### 年度別投手成績
- 一軍公式戦出場なし

### 背番号
- 46 （2002年 - 2004年）